# Im Würgegriff der Yakuza-Killer
Im Würgegriff der Yakuza-Killer ist ein US-amerikanischer Fernsehfilm aus dem Jahre 1996. Regie führte Douglas Barr nach einem eigenen Drehbuch, die Hauptrollen spielen Marg Helgenberger und Michael Biehn.

## Handlung
Die Polizisten Rose Ekberg und Stash Horvak, die eine Affäre hatten, ermitteln gemeinsam gegen die Yakuza. Als sie versuchen eine Erpressung auffliegen zu lassen, kommt Joey Tam, der Sohn des Gangsters Tony Tam, ums Leben. Bald darauf findet man Horvaks schwangere Frau ermordet auf. Die von Captain Kirkland geführten Untersuchungen ergeben, dass Tony Tam ein Alibi hat. Nach den Morden beginnen Ekberg und Horvak ihre Affäre wieder.
Der Ermittler Mulvancy findet Beweise, wodurch Ekberg zum Mittelpunkt der Untersuchungen wird. Ekberg entzieht sich der Verhaftung und ermittelt auf eigene Faust. Sie findet Fotos, die zeigen, dass auch Horvaks Frau eine Affäre hatte. Da Horvak aufgrund einer Kriegsverletzung keine Kinder mehr zeugen kann, wusste auch Horvak von ihrer Affäre. Joey Tam wollte Horvak die Negative verkaufen und wurde von ihm beauftragt, seine Frau zu töten.
Bei einer Razzia gegen eine illegale Spielhölle dringt sie dort in den Keller ein und trifft auf Horvak. Auf der Flucht vor der Razzia taucht Tony Tam ebenfalls im Keller auf und wird von Horvak erschossen. Beim Showdown zwischen Horvak, Ekberg und Mulvaney kann sich Horvak mit Ekbergs Waffe erschießen. Ekberg findet die Negative in Joey Tams Baseballkappe.

## Kritiken
Filmdienst.de urteilte: „Harter Thriller mit einigen melodramatischen Akzenten und einem brutalen Showdown.“ „Überwiegend perfekt inszeniert und gespielt, zuletzt aber allzu wirr und hektisch.“
Die Kritiker der Fernsehzeitschrift TV Spielfilm vergaben die beste Wertung (Daumen nach oben) und schrieben: „Glaubwürdige Sex-&-Crime-Mixtur mit lebendigen Dialogen.“